# Майоровский (Котельниковский район)
Майо́ровский — хутор в Котельниковском районе Волгоградской области, административный центр Майоровского сельского поселения.
Население — 559 (2010)

## История
Согласно преданию основан в начале 19 века. Хутор постепенно разрастался и делился на части, каждая из которых получила своё название: Болдыри, Третий квартал, Усур.
Хутор относился к юрту станицы Нагавской Второго Донского округа Земли Войска Донского (с 1870 года — Область Войска Донского). Согласно Списку населённых мест Земли Войска Донского, в 1859 году на хуторе Майорский проживало 87 мужчин и 92 женщины.
На хуторе было две церкви: православная и старообрядческая, работали ветряная мельница, магазин. По данным переписи населения 1897 года на хуторе Майоровском проживало 389 мужчин и 393 женщины, из них грамотных: мужчин — 95, женщин — 6
Согласно алфавитному списку населенных мест Области войска Донского 1915 года на хуторе проживали 513 мужчин и 475 женщин, имелось хуторское правление
В 1921 году в составе Второго Донского округа хутор включён в состав Царицынской губернии. С 1928 года — в составе Котельниковского района Сталинградского округа (округ упразднён в 1930 году) Нижневолжского края (с 1934 года — Сталинградский край, с 1936 года — Сталинградской области, с 1961 года — Волгоградская область).
В 1929 году образован колхоз «Красный Партизан». С августа до конца декабря 1942 года хутор был оккупирован румынско-немецкими соединениями. В 1949 году колхоз «Красный Партизан» был объединён с колхозом имени Ворошилова хутора Похлёбин в новое хозяйство — колхоз «Россия» (впоследствии совхоз «Россия»). В конце 1950-х хутор был электрифицирован. В 1980-е годы три улицы в центре хутора были покрыты асфальтом и площадь перед конторами колхоза и клубом, аллея от здания сельсовета к памятнику погибшим в Великую Отечественную войну были заасфальтированы.
В начале 1990-х совхоз «Россия» обанкротился, в 1992 году решением общего собрания распределили пашню и выпаса на паи и оформили их во владения и пользование жителей хутора Майоровский и хутора Похлёбин.

## Физико-географическая характеристика
Хутор расположен в степи, при балке Сиберечной, в пределах Доно-Сальской гряды Ергенинской возвышенности. Центр хутора расположен на высоте около 50 метров над уровнем моря. Почвы — каштановые и тёмно-каштановые солонцеватые и солончаковые.
По автомобильным дорогам расстояние до областного центра города Волгограда составляет 220 км, до районного центра города Котельниково — 15 км. Ближайшая железнодорожная станция Котельниково расположена в районном центре.
Климат
Климат умеренный континентальный (согласно классификации климатов Кёппена — Dfa). Среднегодовая температура воздуха положительная и составляет + 9,0 °C. Средняя температура самого холодного января −5,8 °С, самого жаркого месяца июля +24,0 °С. Многолетняя норма осадков — 391 мм. В течение года количество осадков распределено относительно равномерно: наименьшее количество осадков выпадает в феврале-марте (по 26 мм) и в октябре (25 мм), наибольшее количество — в июне и декабре (по 41 мм).
Часовой пояс
Майоровский, как и вся Волгоградская область, находится в часовой зоне МСК (московское время). Смещение применяемого времени относительно UTC составляет +3:00.

## Население
Динамика численности населения
| 1859 | 1873 | 1897 | 1915 | 2002 |
| ---- | ---- | ---- | ---- | ---- |
| 179  | 334  | 782  | 988  | 605  |

| 2010 |
| ---- |
| 559  |